# Надь, Гавриил
Гавриил Г. Надь (17 апреля 1913 — 15 октября 1983) — русинский югославский лингвист, педагог, переводчик, поэт.

## Биография
В 1932—1936 годах учился в Белградском университете на философском факультете. По окончании заведения преподавал в гимназиях Русского Крстура — стал директором в конце 1944 года, (общины Кула и Коцура (с 1954 по 1979 год)), преподавал в Высшей педагогической школе города Нови-Сад с 1948 по 1954 год.
Его перу принадлежат работы по грамматике, методике преподавания родного языка и правописания «З нашого правопису» (1950), вошли в книгу «Лингвистични статі й розправи» (1983). В 1945 году стал одним из первых членов редакционной коллегии еженедельника «Руске слово».
Исследовал историю русинского языка — «Прилоги до историї руского язика» (1988), результатом исследований является вывод, что русины Югославии являются частью украинского народа, а «руска бешеда» развилась на основе украинских говоров Карпат. Его исследования печатались в «Антологии руской поезиї» (Нови-Сад, 1984).
Переводил на русинский язык художественных произведений с русского, сербского и хорватского. Автор стихотворений «Летний вечер в поле», «Песня», «Слышите, братья», ряда сонетов.